# Candy Cane Lane
Candy Cane Lane es una película de comedia navideña estadounidense de 2023 dirigida por Reginald Hudlin y escrita por Kelly Younger. La película está protagonizada por Eddie Murphy, Tracee Ellis Ross, Jillian Bell, Thaddeus J. Mixon, Ken Marino, Trevante Rhodes, David Alan Grier y Nick Offerman.
Candy Cane Lane fue estrenada por Amazon Prime Video el 1 de diciembre de 2023.

## Reparto
- Eddie Murphy como Chris Carver
- Tracee Ellis Ross como Carol Carver
- Jillian Bell como Pepper
- Genneya Walton como Joy Carver
- Thaddeus J. Mixson como Nick Carver
- Madison Thomas como Holly Carver
- Nick Offerman como Pip
- Chris Redd como Lamplighter Gary
- Robin Thede como Cordelia
- David Alan Grier como Santa Claus
- Ken Marino como Bruce
- Anjelah Johnson-Reyes como Shelly
- Lombardo Boyar como Scott
- Timothy Simons como Emerson
- Danielle Pinnock como Kit
- Iman Benson como Selah
- Trevante Rhodes como Tre
- Riki Lindhome como Suz
- Catherine Dent como Lee

Además, Pentatonix (Scott Hoying, Kirstin Maldonado, Mitch Grassi, Kevin Olusola y Matt Sallee) interpretan a cantantes de villancicos .

## Producción
En julio de 2022, se informó que Eddie Murphy protagonizaría y produciría una nueva película de comedia navideña como parte de un acuerdo de primera vista de tres películas con Amazon Prime Video. Reginald Hudlin, que dirigió a Murphy en Boomerang (1992), dirigiría, mientras que Kelly Younger escribiría el guion, inspirada en las experiencias vacacionales de su infancia. En enero de 2023, Tracee Ellis Ross fue elegida junto a Murphy. Jillian Bell, Robin Thede, Nick Offerman, Chris Redd y Danielle Pinnock participaron en la película. La película está producida por Murphy, Brian Grazer, Karen Lunder y Charisse Hewitt-Webster, y el productor ejecutivo es Doug Merrifield.
La fotografía principal tuvo lugar en Los Ángeles desde diciembre de 2022 hasta febrero de 2023.

## Estreno
Candy Cane Lane fue estrenada el 1 de diciembre de 2023 por Amazon MGM Studios en su servicio de transmisión Prime Video.